# Dichiarazione sul diritto dei popoli alla pace
La Dichiarazione sul Diritto dei Popoli alla Pace è stata approvata dall'Assemblea generale delle Nazioni Unite con la risoluzione 39/11 del 12 novembre 1984.

## Testo
"L'Assemblea Generale,
Riaffermato che la missione principale dell'Organizzazione delle Nazioni Unite è quella di mantenere la pace e la sicurezza internazionale;
Ricordati i principi fondamentali del diritto internazionale enunciati nello Statuto delle Nazioni Unite;
Tenuto conto del desiderio e della volontà di tutti i popoli di eliminare la guerra dalla vita dell'umanità e, soprattutto, di prevenire una catastrofe nucleare mondiale;
Convinta, che l'assenza di guerra costituisca, a livello internazionale, una condizione primordiale del benessere, della prosperità materiale e del progresso degli Stati nonché della realizzazione completa dei diritti e delle libertà fondamentali dell'uomo proclamati dall'Organizzazione delle Nazioni Unite;
Consapevole del fatto che, in questa era nucleare, l'instaurazione di una pace durevole rappresenta una condizione primaria della preservazione della civiltà umana e della sopravvivenza dell'umanità;
Riconosciuto che ogni Stato ha il sacro dovere di garantire ai popoli una vita pacifica;
1. Proclama solennemente che i popoli della Terra hanno un sacro diritto alla pace;
2. Dichiara solennemente che la salvaguardia del diritto dei popoli alla pace e la promozione di questo diritto costituiscono un obbligo fondamentale per ogni Stato;
3. Sottolinea che, per garantire l'esercizio del diritto dei popoli alla pace, è indispensabile che la politica degli stati tenda alla eliminazione delle minacce di guerra, soprattutto di quella nucleare, all'abbandono del ricorso alla forza nelle relazioni internazionali e alla composizione pacifica delle controversie internazionali sulla base dello Statuto delle Nazioni Unite;
4. Lancia un appello a tutti gli Stati e a tutte le organizzazioni internazionali a contribuire con ogni mezzo a garantire l'esercizio dei popoli alla pace tramite l'adozione di misure appropriate a livello nazionale ed internazionale."